# Wilder Westen inclusive
Wilder Westen inclusive ist ein dreiteiliger Fernsehfilm von Dieter Wedel aus dem Jahr 1988.

## Inhalt
Die Geschichte wird aus der Sicht Bruno Küsslings geschildert, eines Meteorologen aus Hamburg. Er hat sich entschlossen, mit seiner Tochter Carolin, seinem alten Schulfreund Manfred und dessen Freundin Ingeborg nach Las Vegas zu fliegen. Kurz vor dem Abflug sagt Manfred den Urlaub wegen Mumps ab. Dann erscheint Marianne, Brunos Exfrau. Sie hat zufällig den frei gewordenen Reiseplatz übernommen und begleitet Bruno und die gemeinsame Tochter. Bruno tritt den Urlaub jetzt mit drei Frauen an.
Zu allem Unbehagen verzögern sich Abflug und Landung erheblich; so verpasst das seltsame Quartett in New York den Anschlussflug nach Los Angeles, kommt aber nach einem kuriosen Kurztrip von Bruno und Marianne durch die Stadt schließlich doch noch dort an. Die Freude an dem Leihwagen währt indes nur kurz, da Bruno nacheinander eine Reifenpanne hat, wegen Falschparken abgeschleppt wird und einen Auffahrunfall mit einem mittellosen Betrunkenen erleidet, für den er selbst aufkommen muss. Das bedeutet für die vier den Auftakt einer Busreise mit einer nervigen deutschen Reisegesellschaft, welche sie bereits am Flughafen kennengelernt hat und von der ein Passagier zu Brunos Missfallen Marianne umgarnt. Auf der beengten Fahrt quer durch den Westen der USA, mit Halt in Phoenix, San Francisco, Las Vegas und am Grand Canyon, tritt die Reisegesellschaft in zahlreiche touristische Fettnäpfchen und parodiert mit folkloristischen Darbietungen das Auftreten des „typischen Deutschen“ im Ausland. Zudem bereitet Brunos in New York verschwundener Koffer Ärger, da sich die Busabfahrt hierdurch verzögert und infolgedessen Mittagsverpflegung und Übernachtungsmöglichkeit verpasst werden. So muss die Reisegesellschaft am ersten Tag ihr Essen in einem Fastfood-Restaurant einnehmen und in einem Edelbordell übernachten, während ein abendlicher Ausflug Brunos und der beiden Frauen in einer zwielichtigen Spelunke, ein anderer mit Brunos Verhaftung endet. Während der restlichen Tage verlieben sich Bruno und Ingeborg ineinander. Die heiratet in Las Vegas allerdings aus einer Laune heraus ausgerechnet denjenigen Mitreisenden, der hinter Marianne her ist. Außerdem muss Bruno durch den Nebenbuhler feststellen, dass er noch immer an seiner geschiedenen Frau hängt.
Weiterhin wird in Rückblenden die Geschichte des Scheiterns der Ehe der Küsslings dargestellt. Außerdem werden oftmals die Gedanken Bruno Küsslings durch eine Übertragung in den Wilden Westen dargestellt. So werden zum Beispiel Szenen gezeigt, in denen er mit typisch amerikanischen Figuren wie Indianern, Cowboys oder Gangsterbossen interagiert. Auf diese Weise bekommt der Zuschauer ein besseres Bild der Gedankengänge des Protagonisten und der Titel Wilder Westen inclusive wird wieder aufgegriffen.
Zum Ende der Reise gehen alle Mitreisenden nach zahlreichen Liebesverwirrungen, dem tragischen Tod des ältesten Passagiers und vielen turbulenten, aber unvergesslichen Erlebnissen wieder auseinander.

## Produktionskosten
Mit einem Etat von 20 Millionen Mark war die Produktion für den WDR das bis dato teuerste Fernsehspiel.

## Erstausstrahlung
- 18.–23. Dezember 1988 (Das Erste)

## DVD-Veröffentlichung
- 10. November 2006 (Box mit 3 DVDs)